# Moritz August von Obernitz
Moritz August von Obernitz (* 14. September 1743 in Neidenberga; † 4. September 1823 in Graudenz) war ein preußischer Generalmajor.

## Leben

### Herkunft
Er entstammte dem Uradelsgeschlecht von Obernitz. Sein Vater war Heinrich August von Obernitz (1708–1781), kursächsischer Premierleutnant bei der Garde, Herr auf Neidenberga und Grobengereuth, und dessen Ehefrau Christiane Emilie von Obernitz (1711–1781). Das Rittergut Neidenberge musste sein Vater aufgrund von Schulden 1757 verkaufen.

### Militärkarriere
Obernitz stand seit März 1757 in württembergischen Diensten. Zunächst als Sekondeleutnant, später als Premierleutnant nahm er 1759/63 am Krieg gegen Preußen teil. Während des Krieges kam Obernitz Ende April 1762 zur Leibgarde zu Fuß. Am 20. Februar 1766 nahm er seinen Abschied und trat einige Jahre später am 2. Mai 1773 in preußische Dienste. Obernitz wurde als Stabskapitän im Infanterieregiment „von Lengefeld“ angestellt und im September 1777 Kapitän und Kompaniechef. Als solcher machte er während des Bayerischen Erbfolgekrieges 1778/79 das Gefecht bei Zuckmantel mit. Innerhalb des Regiments stieg Obernitz in den kommenden Jahren weiter auf. 1786 wurde er Major und 1793 Oberstleutnant. Im Feldzug gegen Polen 1794/95 zeichnete er sich in den Gefechten vor Warschau und an der Rawka besonders aus und erhielt für seine Leistungen am 8. Juni 1794 den Orden Pour le Mérite. Am 25. Januar 1795 zum Oberst befördert, wurde Obernitz Anfang April 1796 Kommandeur des III. (Musketier-)Bataillons im Infanterieregiment „von Holwede“. Am Krieg gegen Napoleon 1806/07 beteiligte er sich gesundheitsbedingt nicht, wurde jedoch am 22. Januar 1808 noch zum Chef der Invalidenkompanie des Infanterieregiments „Courbière“ ernannt.
Am 7. Dezember 1808 erhielt Obernitz unter Verleihung des Charakters als Generalmajor mit einer jährlichen Pension von 600 Talern seinen Abschied bewilligt.

### Familie
Er hatte sich am 10. Juli 1780 in Loszainen mit Justine Lukretia Maria von Helden-Gonserowsky (1756–1818) verheiratet. Aus der Ehe gingen folgende Kinder hervor:
- Wilhelmine Minna Viktoria Henriette Justine (* 21. Oktober 1781 in Preußisch-Holland) ⚭ Friedrich August Ludwig von Both, preußischer Major im Infanterieregiment Nr. 52
- Auguste Karoline Luise Friederike (1783–1857) ⚭ Gustav von Both (1772–1835), preußischer Generalleutnant
- Moritz Karl Heinrich Gottfried (1785–1870), preußischer Hauptmann und Großagrarier
- Friederike Henriette Albertine Antoinette (* 13. September 1788 in Mühlhausen) ⚭ Wilhelm August von Hegener, preußischer Hauptmann